# T.O.S: Terminate on Sight
T.O.S: Terminate on Sight è il secondo album di studio del gruppo hip hop della G-Unit. In origine era stato dichiarato che il titolo dell'album sarebbe stato “Shoot to Kill”, poi “Lock & Load”, alla fine il titolo si è rivelato Terminate on Sight.

## Concept
La rivista statunitense Hip Hop DX ha scritto: “come suggerisce il titolo, non puntano esattamente alla serenità”. In un'intervista con MTV, Tony Yayo ha dichiarato la ragione del titolo, dicendo che “esprime aggressività”.
In un'intervista con MTV, 50 Cent ha parlato dell'album. Ha detto: “È come uno spin-off – il seguito di “Beg for Mercy”. In “Terminate on Sight, siamo più aggressivi. Questo album mostrerà che sappiamo esattamente che direzione dobbiamo prendere”.
In un'intervista, Lloyd Banks ha definito T.O.S. “aggressivo”, affermando che si tratta di “un buon album per l'hip hop”.

## Registrazione
In un'intervista, Spyder Loc ha affermato che la G-Unit ha registrato dalle 70 alle 80 tracce, che potrebbero apparire nell'album. Tuttavia in un'intervista più recente con AllHipHop.com, la G-Unit ha precisato che solo una ventina di canzoni faranno parte della versione finale dell'album.
In un'altra intervista, Tony Yayo ha parlato di una traccia che vede la collaborazione di Eminem e che è stata prodotta da Dr. Dre, tuttavia non è stata inclusa nella versione finale dell'album.
La traccia "Straight Outta Southside" è un tributo a Sean Bell, un ragazzo che è stato ucciso dalla polizia di New York. La canzone campiona "Straight Outta Compton" degli N.W.A..

## Produzione
Tony Yayo ha affermato che le tracce prodotte da Timbaland e da Swizz Beatz sono le sue “preferite", definendole "le tracce che spiccano". Tony Yayo ha anche confermato che Ron Browz ha collaborato alla produzione dell'album.
In un'intervista con HipHopGame, la G-Unit ha anche affermato che all'album hanno collaborato anche produttori relativamente nuovi.

## Classifiche
L'album ha esordito alla 4 posizione nella classifica americana Billboard 200, vendendo 102,000 nella prima settimana.

## Tracce
1. Straight Outta Southside - 2:36
2. Piano Man - 3:21
3. Close to Me - 4:18
4. Rider pt. 2 - 2:48
5. Casualties of War - 3:20
6. You So Tough - 3:47
7. No Days Off - 3:54
8. T.O.S. - 4:11
9. I Like the Way She Do It - 3:52
10. Kitty Kat - 3:49
11. Party Ain't Over - 3:30
12. Let It Go - 3:06
13. Get Down - 3:48
14. I Don't Wanna Talk About It - 4:35
15. Ready or Not - 3:38
16. Money Makes the World Go Round - 4:14